# Shatheh
Shatheh (tiếng Ả Rập: الشعثة) là một ngôi làng Syria nằm ở Suran Nahiyah ở huyện Hama, Hama. Theo Cục Thống kê Trung ương Syria (CBS), Shatheh có dân số 103 trong cuộc điều tra dân số năm 2004.